# Фелікс III
Святи́й Фелікс III (лат. Felix; ? — 1 березня 492) — сорок восьмий папа Римський (13 березня 483—1 березня 492), народився у Римі в сенаторській родині. На час обрання папою був вдівцем, мав двох дітей, а тому вважається, що його праправнуком був папа Римський Григорій I. 
Виступав проти монофізитства, яке ширилось на Сході (Акакіанська схизма). Позбавив сану та відлучив від церкви патріарха Константинопольського Акакія (484). Відлучення від церкви патріарха Антіохійського Петра Фулла, а також патріарха Олександрійського Петра Монгуса у 484 році призвело до розколу між Західною та Східною церквами, який тривав до 519 року.
Його пам'ять відзначається 1 березня.
Оскільки Фелікс II був антипапою, то Фелікса III можна назвати також Другим.